# Karlie Kloss

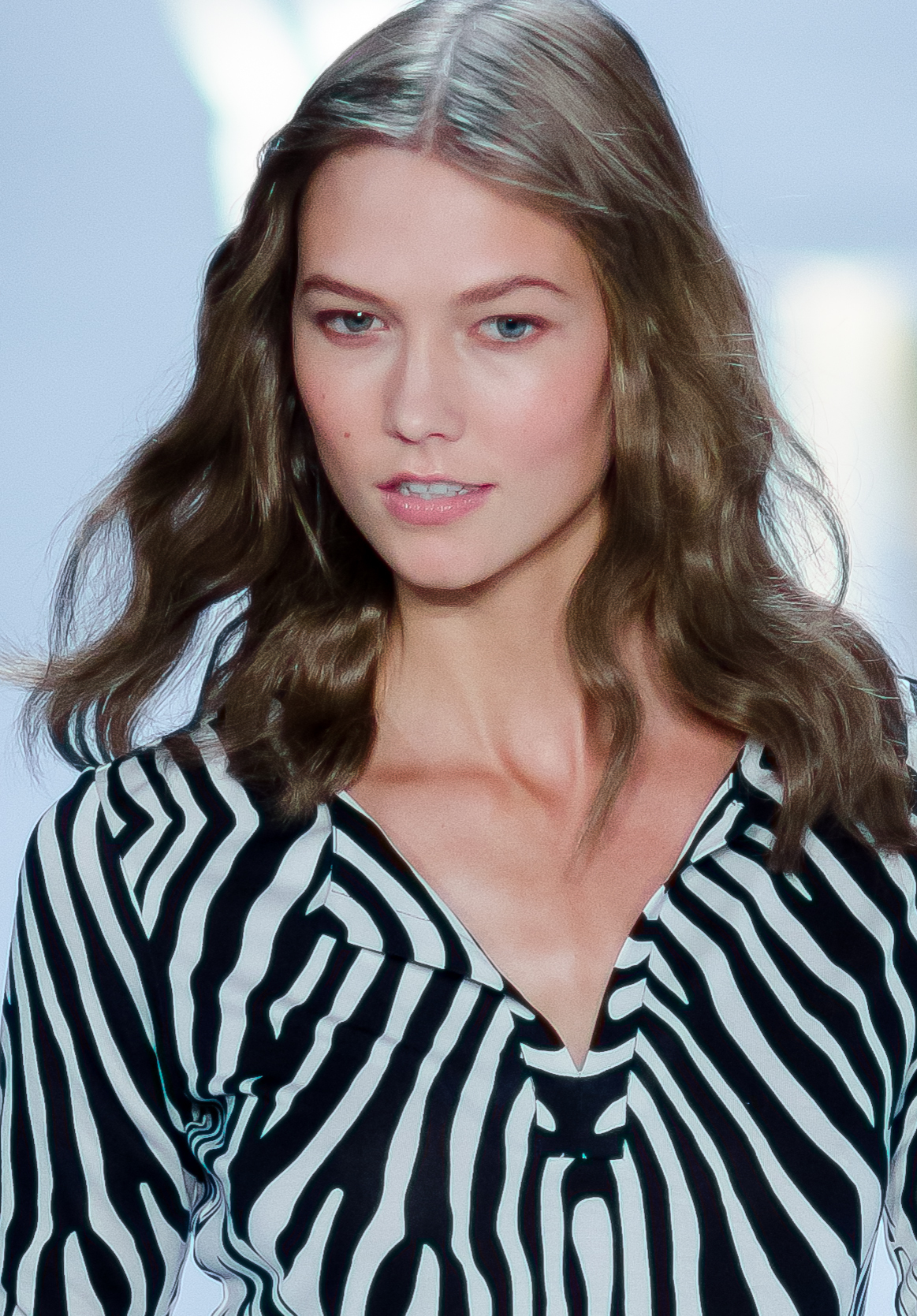
Karlie Kloss (2014)

Karlie Elizabeth Kloss (* 3. August 1992 in Chicago) ist ein US-amerikanisches Model.

## Entdeckung
Karlie Kloss wurde in Chicago geboren und wuchs in St. Louis auf. Im Alter von 13 Jahren wurde sie auf einer regionalen, für einen wohltätigen Zweck organisierten Modenschau entdeckt. Von einem Lehrer dazu ermutigt, unterzeichnete sie 2007 bei Elite Model Management. Im Januar 2008 wechselte sie zu Next Model Management. Für die darauffolgende New York Fashion Week wurde Karlie Kloss auf 31 Laufstege gebucht, darunter auch wichtige Positionen wie Closing für Marc Jacobs, Opening für Carolina Herrera und beide Stellen für Doo.Ri. In Mailand lief sie auf 20 Shows, 13 in Paris – mit einer Gesamtanzahl von 64 Laufstegauftritten für die Herbstkollektionen 2008.

## Karriere

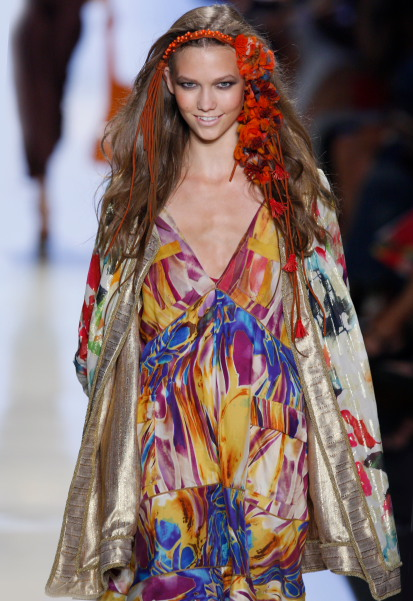
Karlie Kloss (2011)

Seither lief Karlie Kloss auf Laufstegen einflussreicher Designer wie Calvin Klein, Karl Lagerfeld oder Louis Vuitton, erschien in Editorials von Elle, ID, Vanity Fair sowie der Vogue und ist das Gesicht zahlreicher Werbekampagnen für Donna Karan, Lacoste, Yves Saint Laurent, Dolce & Gabbana und viele andere. Der Designer John Galliano bezeichnete das Model als seine Muse und buchte sie für sein eigenes Label und das Haus Dior sowohl auf den Laufsteg als auch für Fotoaufnahmen. Ihr Gang gilt als besonderes Markenzeichen und wird als kraftvoll und sanft zugleich beschrieben.
Im Fernsehen spielte Karlie Kloss sich selbst, als sie in der ersten Folge der vierten Staffel von Gossip Girl auftrat. 2011 war sie zum ersten Mal bei der Victoria’s Secret Fashion Show zu sehen. 2013 war sie im Pirelli-Kalender abgebildet.

## Filmografie
Musikvideos
- 2015: Taylor Swift – Bad Blood
- 2015: Chic feat. Nile Rodgers – I’ll Be There

## Persönliches
Ihre Hobbys sind neben dem Ballett, dem sie viel Einfluss auf die Entwicklung ihres Runway Walk bescheinigt, der Radsport und das Backen. Supermodel und Fernsehmoderatorin Tyra Banks bezeichnete sie bei Twitter wegen ihrer „besonderen, eigenen Schönheit“ als ihr „momentan liebstes Model“.
Kloss fördert unter der Bezeichnung „Kode with Klossy“ Programmierkurse und entsprechende Stipendien für Mädchen und Frauen. Hierfür wurde sie 2017 mit dem Phenom Award im Rahmen der neunten Auflage der Shorty Awards in New York City geehrt.
2018 heiratete sie den Unternehmer Joshua Kushner. Er ist der Bruder von Jared Kushner, dem Schwiegersohn des US-Präsidenten Donald Trump.